# Mistrzostwa Świata do lat 23 w Saneczkarstwie 2013
3. Mistrzostwa świata do lat 23 w saneczkarstwie 2013 odbyły się w dniach 1 – 2 lutego w Whistler, w Kanadzie. Zawodnicy rywalizowali w trzech konkurencjach: jedynkach kobiet, jedynkach mężczyzn, dwójkach mężczyzn.

## Terminarz
| Data          | Miejscowość | Konkurencja      | Złoto                                | Srebro                                 | Brąz                                         |
| ------------- | ----------- | ---------------- | ------------------------------------ | -------------------------------------- | -------------------------------------------- |
| 2 lutego 2013 | Whistler    | Jedynki kobiet   | Aileen Frisch                        | Kimberley McRae                        | Arianne Jones                                |
| 1 lutego 2013 | Whistler    | Jedynki mężczyzn | Dominik Fischnaller                  | Taylor Morris                          | John Fennell                                 |
| 1 lutego 2013 | Whistler    | Dwójki mężczyzn  | Kanada Tristan Walker · Justin Snith | Włochy Ludwig Rieder · Patrick Rastner | Rosja Andriej Bogdanow · Andriej Miedwiediew |

## Wyniki

### Jedynki kobiet
- Data / Początek: Sobota 2 lutego 2013

| Medal | Zawodniczka          | Narodowość        | 1. zjazd | 2. zjazd | Czas     | Strata |
| ----- | -------------------- | ----------------- | -------- | -------- | -------- | ------ |
|       | Aileen Frisch        | Niemcy            | 36.959   | 36.856   | 1:13.815 | –      |
|       | Kimberley McRae      | Kanada            | 36.977   | 36.962   | 1:13.939 | +0.124 |
|       | Arianne Jones        | Kanada            | 36.964   | 36.985   | 1:13.949 | +0.134 |
| 4.    | Elīza Tīruma         | Łotwa             | 36.939   | 37.056   | 1:13.995 | +0.180 |
| 5.    | Kate Hansen          | Stany Zjednoczone | 37.072   | 37.020   | 1:14.092 | +0.277 |
| 6.    | Tatjana Iwanowa      | Rosja             | 37.100   | 37.029   | 1:14.129 | +0.314 |
| 7.    | Jekatierina Baturina | Rosja             | 37.061   | 37.072   | 1:14.133 | +0.318 |
| 8.    | Sandra Gasparini     | Włochy            | 37.081   | 37.115   | 1:14.196 | +0.381 |
| 9.    | Jordan Smith         | Kanada            | 37.141   | 37.103   | 1:14.244 | +0.429 |
| 10.   | Mona Wabnigg         | Austria           | 37.236   | 37.110   | 1:14.346 | +0.531 |
| ...   | ...                  | ...               | ...      | ...      | ...      | ...    |
| 13.   | Ewa Kuls             | Polska            | 37.338   | *        | 37.338   |        |

* W drugim zjeździe wzięła udział tylko najlepsza 10 po pierwszym zjeździe. 

### Jedynki mężczyzn
- Data / Początek: Piątek 1 lutego 2013

| Medal | Zawodnik               | Narodowość        | 1. zjazd | 2. zjazd | Czas     | Strata |
| ----- | ---------------------- | ----------------- | -------- | -------- | -------- | ------ |
|       | Dominik Fischnaller    | Włochy            | 48.918   | 48.576   | 1:37.494 | –      |
|       | Taylor Morris          | Stany Zjednoczone | 48.763   | 48.780   | 1:37.543 | +0.049 |
|       | John Fennell           | Kanada            | 48.915   | 48.968   | 1:37.883 | +0.389 |
| 4.    | Mitchel Malyk          | Kanada            | 48.935   | 49.005   | 1:37.940 | +0.446 |
| 5.    | Kristaps Maurins       | Łotwa             | 48.966   | *        | 48.966   |        |
| 6.    | Aleksandr Pierietiagin | Rosja             | 48.995   | *        | 48.995   |        |
| 7.    | Danej Navrboc          | Słowenia          | 49.307   | *        | 49.307   |        |
| 8.    | Hidenari Kanayama      | Japonia           | 49.584   | *        | 49.584   |        |
| 9.    | Pawel Angelov          | Bułgaria          | 49.968   | *        | 49.968   |        |
| 10.   | Tilen Sirše            | Słowenia          | 50.001   | *        | 50.001   |        |

### Dwójki mężczyzn
- Data / Początek: Piątek 1 lutego 2013

| Medal | Zawodnik                              | Narodowość        | 1. zjazd | 2. zjazd | Czas     | Strata |
| ----- | ------------------------------------- | ----------------- | -------- | -------- | -------- | ------ |
|       | Tristan Walker Justin Snith           | Kanada            | 36.674   | 36.672   | 1:13.346 | –      |
|       | Ludwig Rieder Patrick Rastner         | Włochy            | 36.672   | 36.896   | 1:13.568 | +0.222 |
|       | Andriej Bogdanow Andriej Miedwiediew  | Rosja             | 36.823   | 36.783   | 1:13.606 | +0.260 |
| 4.    | Aleksandr Dienisjew Władisław Antonow | Rosja             | 36.831   | 36.778   | 1:13.609 | +0.263 |
| 5.    | Patryk Poręba Karol Mikrut            | Polska            | 37.267   | 37.433   | 1:14.700 | +1.354 |
| 6.    | Ivan Vytnytskyy Oleh Fitel            | Ukraina           | 37.323   | *        | 37.323   |        |
| 7.    | Jake Hyrns Andrew Sherk               | Stany Zjednoczone | 37.424   | *        | 37.424   |        |
| 8.    | Marek Solčanský Karol Stuchlák        | Słowacja          | 37.497   | *        | 37.497   |        |
| 9.    | Park Jin-Yong Kwon Ju Hyeok           | Korea Południowa  | 37.983   | *        | 37.983   |        |

## Klasyfikacja medalowa
| Miejsce | Państwo           |   |   |   | Razem |
| ------- | ----------------- | - | - | - | ----- |
| 1.      | Kanada            | 1 | 1 | 2 | 4     |
| 2.      | Włochy            | 1 | 1 | 0 | 2     |
| 3.      | Niemcy            | 1 | 0 | 0 | 1     |
| 4.      | Stany Zjednoczone | 0 | 1 | 0 | 1     |
| 5.      | Rosja             | 0 | 0 | 1 | 1     |